# 해연 (전한)
해연(奚涓, ? ~ ?)은 전한 초기의 군인이다. 전한 건국 전에 죽었으나, 사후 개국공신 서열 7위로 인정되었다.

## 사적
고제가 패현(沛縣)에서 거병할 때 사인(舍人)으로써 이에 호응하였으며, 함양(咸陽)에서 낭(郞)에 임명되었다.
한나라가 건국된 후에는 장군으로써 제후를 평정하였고, 4,800호의 열후에 봉해졌다. 공적이 번쾌에 비견됐으나 전사해 어머니 자가 대신 노후(魯侯)에 봉해졌다.

## 출전
- 사마천, 《사기》 권18 고조공신후자연표
- 반고, 《한서》 권16 고혜고후문공신표

| 전임 - | 전한의 노후 (추봉) | 후임 (사실상) 어머니 자 |